# USS Philippine Sea (CG-58)
USS Philippine Sea (CG-58) — ракетний крейсер типу «Тікондерога», що перебуває на дійсній службі в ВМС США. Названий на честь битви в Філіппінському морі під час Другої світової війни і другий корабель, що носить це ім'я. Він використовувався декількох епізодах в рамках операції Непохитна свобода з 2001 року.